# Teijirō Tanikawa
Teijirō Tanikawa (jap. 谷川 禎次郎 Tanikawa Teijirō; ur. 20 grudnia 1932, zm. 13 maja 2025) – japoński pływak. Srebrny medalista olimpijski z Helsinek.
Specjalizował się w stylu dowolnym. Zawody w 1952 były jego jedynymi igrzyskami olimpijskimi. Drugi był w sztafecie 4 × 200 metrów stylem dowolnym. W 1954 zdobył dwa medale igrzysk azjatyckich, zwyciężając w sztafecie 4 × 200 metrów kraulem oraz zajmując drugie miejsce na 100 metrów tym stylem.